# Economische Commissie voor Latijns-Amerika en het Caribisch Gebied
De Economische Commissie voor Latijns-Amerika en het Caraïbisch gebied (Engels: United Nations Economic Commission for Latin America and the Caribbean, ECLAC; Spaans: Comisión Económica para América Latina y el Caribe, CEPAL; Portugees: Comissão Econômica para a América Latina e o Caribe, CEPAL) is een regionale commissie van de Verenigde Naties, opgericht om economische en sociale ontwikkeling van de regio te bevorderen.
De commissie heeft een permanent secretariaat dat zich toelegt op economisch en sociaal beleidsonderzoek als basis voor internationale samenwerking. 
De CEPAL  wordt gezien als de bakermat van het importsubstitutie-beleid van Latijns-Amerika in de jaren 50 en 60. In recentere jaren richten de beleidsvoorstellen van de CEPAL zich op het bereiken van de Milleniumdoelstellingen met nadruk op sociale gelijkheid.
Het secretariaat is gehuisvest in een monumentaal gebouw dat gezien wordt als het beste voorbeeld in Chili van het nieuwe bouwen. De term CEPAL kan duiden op de commissie, het secretariaat en het gebouw.

## Ontstaan

### Regionale commissies van de Verenigde Naties
In 1946, op aanraden van de "Tijdelijke subcommissie voor herstel van (door oorlog) verwoestte gebieden", gaf de Algemene Vergadering opdracht aan de Economische en Sociale Raad (ECOSOC) om twee regionale commissies in het leven te roepen: een voor Europa en een andere voor Azië en het verre Oosten. De ECOSOC gaf in 1947 gevolg aan deze opdracht.
Latijns-Amerika had destijds een grote invloed in de Algemene Vergadering want 20 van de 51 lidstaten waren uit deze regio. Onder aanvoering van de Chileense diplomaat Hernán Santa Cruz bepleitten de afgevaardigden van dit subcontinent dat het eveneens een regionale commissie nodig had om economische ontwikkeling te bevorderen, net zoals Europa en Azië regionale commissies nodig hadden om herstel van de verwoestingen na de oorlog te bevorderen. In 1947 gaf de Algemene Vergadering de instructie aan ECOSOC om een derde regionale commissie in het leven te roepen, en wel voor Latijns-Amerika. Later, naarmate het onafhankelijkheidsproces vorderde, werden ook regionale commissies voor Afrika en West-Azië opgericht.

### Oprichting van de regionale commissie voor Latijns-Amerika
In februari 1948 nam ECOSOC de resolutie 106(6) aan waarin de Economische Commissie voor Latijns-Amerika gecreëerd werd. De eerste zitting van de commissie vond plaats van 7 tot 25 juni 1948 in Santiago. Twintig Latijns-Amerikaanse landen plus de Verenigde Staten, Frankrijk, het Verenigd Koninkrijk en Nederland waren vertegenwoordigd, in de meeste gevallen door hun ambassadeur in Chili. Er werd een reglement opgesteld voor de commissie en een werkprogramma voor het Secretariaat.

## Commissie

### Lidstaten

Lidstaten van ECLAC
Lidstaten
Geen lid

Het aantal lidstaten van de commissie groeide gestaag van de oorspronkelijke 25  in 1948 tot 60 in 2021. Resolutie 1984/67 van de ECOSOC breidde het actieterrein van de CEPAL uit tot het Caraïbisch gebied, en veranderde haar naam in de Economische Commissie voor Latijns-Amerika en het Caraïbisch gebied.
De commissie heeft 14 geassocieerde leden, niet-onafhankelijke gebieden die toestemming hebben om deel te nemen aan de zittingen. Uit hoofde van het lidmaatschap van de CEPAL kunnen deze niet-onafhankelijke gebieden, waaronder Aruba, Curaçao en Sint-Maarten, ook deelnemen aan andere internationale bijeenkomsten, zoals topconferenties georganiseerd door ECOSOC.
| Land                           | Status           | Datum van toetreding |
| ------------------------------ | ---------------- | -------------------- |
| Amerikaanse Maagdeneilanden    | Geassocieerd lid | 6 april 1984         |
| Anguilla                       | Geassocieerd lid | 20 april 1996        |
| Antigua en Barbuda             | Lid              | 11 november 1981     |
| Argentinië                     | Lid              | 25 februari 1948     |
| Aruba                          | Geassocieerd lid | 22 april 1988        |
| Bahama's                       | Lid              | 18 september 1973    |
| Barbados                       | Lid              | 9 december 1966      |
| Belize                         | Lid              | 25 september 1981    |
| Bermuda                        | Geassocieerd lid | 31 augustus 2012     |
| Bolivia                        | Lid              | 25 februari 1948     |
| Brazilië                       | Lid              | 25 februari 1948     |
| Britse Maagdeneilanden         | Geassocieerd lid | 6 april 1984         |
| Canada                         | Lid              | 25 februari 1948     |
| Chili                          | Lid              | 25 februari 1948     |
| Colombia                       | Lid              | 25 februari 1948     |
| Costa Rica                     | Lid              | 25 februari 1948     |
| Cuba                           | Lid              | 25 februari 1948     |
| Curaçao                        | Geassocieerd lid | 31 augustus 2012     |
| Dominica                       | Lid              | 18 december 1978     |
| Dominicaanse Republiek         | Lid              | 25 februari 1948     |
| Duitsland                      | Lid              | 26 juli 2005         |
| Ecuador                        | Lid              | 25 februari 1948     |
| El Salvador                    | Lid              | 25 februari 1948     |
| Frankrijk                      | Lid              | 25 februari 1948     |
| Frans-Guyana                   | Geassocieerd lid | 11 mei 2018          |
| Griekenland                    | Lid              | 17 september 1974    |
| Guadeloupe                     | Geassocieerd Lid | 31 augustus 2012     |
| Guatemala                      | Lid              | 25 februari 1948     |
| Guyana                         | Lid              | 20 september 1966    |
| Haïti                          | Lid              | 25 februari 1948     |
| Honduras                       | Lid              | 25 februari 1948     |
| Italië                         | Lid              | 27 juli 1990         |
| Jamaica                        | Lid              | 18 september 1962    |
| Japan                          | Lid              | 27 juli 2006         |
| Kaaimaneilanden                | Geassocieerd lid | 13 juni 2008         |
| Martinique                     | Geassocieerd Lid | 31 augustus 2012     |
| Mexico                         | Lid              | 25 februari 1948     |
| Montserrat                     | Geassocieerd Lid | 23 april 1968        |
| Nederland                      | Lid              | 25 februari 1948     |
| Nicaragua                      | Lid              | 25 februari 1948     |
| Noorwegen                      | Lid              | 22 juli 2015         |
| Panama                         | Lid              | 25 februari 1948     |
| Paraguay                       | Lid              | 25 februari 1948     |
| Peru                           | Lid              | 25 februari 1948     |
| Portugal                       | Lid              | 27 juli 1984         |
| Puerto Rico                    | Geassocieerd Lid | 10 mei 1990          |
| Saint Kitts en Nevis           | Lid              | 23 september 1983    |
| Saint Lucia                    | Lid              | 18 september 1979    |
| Saint Vincent en de Grenadines | Lid              | 16 september 1980    |
| Sint Maarten                   | Geassocieerd Lid | 9 mei 2014           |
| Spanje                         | Lid              | 3 augustus 1979      |
| Suriname                       | Lid              | 4 december 1975      |
| Trinidad en Tobago             | Lid              | 18 september 1962    |
| Turkije                        | Lid              | 25 juli 2017         |
| Turks- en Caicoseilanden       | Geassocieerd lid | 24 maart 2006        |
| Uruguay                        | Lid              | 25 februari 1948     |
| Venezuela                      | Lid              | 24 februari 1948     |
| Verenigd Koninkrijk            | Lid              | 25 februari 1948     |
| Verenigde Staten               | Lid              | 25 februari 1948     |
| Zuid-Korea                     | Lid              | 23 juli 2007         |

### Subsidiaire intergouvernementele organen
De commissie heeft in de loop van de tijd een aantal intergouvernementele organen in het leven geroepen. Deze organen rapporteren aan de CEPAL over hun activiteiten.
- Plenair comité
- Comité voor ontwikkeling en samenwerking in het Caraïbisch gebied (CDCC)
- Comité voor Zuid-zuid samenwerking
- Comité voor Wetenschap, innovatie en informatie- en communicatietechnologieën
- Regionale Conferentie over Bevolking en Ontwikkeling in Latijns-Amerika en het Caraïbisch gebied
- Regionale Conferentie over Sociale Ontwikkeling in Latijns-Amerika en het Caraïbisch gebied
- Regionale Conferentie over de Vrouw in Latijns-Amerika en het Caraïbisch gebied
- Regionale Raad voor Planning
- Statistische Conferentie van het Amerikaanse continent

### Zittingen
De commissie kwam van 1948 tot en met 1951 jaarlijks bijeen. Vanaf 1951 komt de commissie eens in de twee jaar bijeen. De 25e zitting werd gehouden van 12 tot 15 mei 1998 in Oranjestad. De 38e zitting van de commissie, van 26 tot 28 oktober 2020, werd online georganiseerd. De 39e zitting van de commissie vond plaats in het Centro Cultural Kirchner in Buenos Aires van 24 tot 26 oktober 2022.

## Secretariaat

### Uitvoerend secretarissen
| Nr. | Uitvoerend secretaris         | Uitvoerend secretaris                | Nationaliteit       | Periode        | Periode       |
| --- | ----------------------------- | ------------------------------------ | ------------------- | -------------- | ------------- |
| 1   | Gustavo Martínez Cabañas      | Gustavo Martínez Cabañas (1911-2003) | Mexico              | december 1948  | april 1950    |
| 2   | Raúl Prebisch                 | Raúl Prebisch (1901-1986)            | Argentinië          | mei 1950       | juli 1963     |
| 3   | José Antonio Mayobre          | José Antonio Mayobre (1913-1980)     | Venezuela           | augustus 1963  | december 1966 |
| 4   | Carlos Quintana               | Carlos Quintana (1912-1987)          | Mexico              | januari 1967   | maart 1972    |
| 5   | Enrique V Iglesias 2          | Enrique V. Iglesias (1930)           | Uruguay             | april 1972     | februari 1985 |
| 6   | Norberto González             | Norberto González (1925-2017)        | Argentinië          | maart 1985     | december 1987 |
| 7   | Gert Rosenthal                | Gert Rosenthal Königsberger (1935)   | Guatemala           | januari 1988   | december 1997 |
| 8   | José Antonio Ocampo           | José Antonio Ocampo (1952)           | Colombia            | januari 1998   | augustus 2003 |
| 9   | José Luis Machinea            | José Luis Machinea (1946)            | Argentinië          | december 2003  | juli 2008     |
| 10  | Alicia Bárcena                | Alicia Bárcena Ibarra (1952)         | Mexico              | juli 2008      | maart 2022    |
| 11  |                               | Mario Cimoli (interim)               | Italië / Argentinië | april 2022     | augustus 2022 |
| 12  | José Manuel Salazar-Xirinachs | José Manuel Salazar-Xirinachs        | Costa Rica          | september 2022 |               |

### Vestigingen
Het hoofdkantoor van het secretariaat is gevestigd in Santiago. Er zijn twee subregionale hoofdkantoren: een in Mexico-Stad voor Centraal-Amerika en een in Port of Spain voor het Caraïbisch gebied. Het secretariaat heeft nationale kantoren in Bogota, Brasilia, Buenos Aires en Montevideo. CEPAL heeft ook een kantoor in Washington voor liaison met aldaar gevestigde internationale organisaties.

### Afdelingen
Het secretariaat heeft de volgende onderzoeksafdelingen:
- Economische ontwikkeling
- Sociale ontwikkeling
- Productie en Bedrijven
- Handel en regionale integratie
- Statistiek
- Bevolkingsvraagstukken
- Gender en ontwikkeling
- Ontwikkelingsplanning
- Natuurlijke hulpbronnen en infrastructuur
- Duurzame ontwikkeling en leefomgeving

Naast de onderzoeksafdelingen heeft het secretariaat ook een aantal ondersteunende afdelingen, waaronder:
- Administratie
- Planning van werkprogramma en projecten
- Publicaties
- Conferenties
- Bibliotheek

## Ideologie en beleid

### De Economische Studie van Latijns-Amerika in 1948: het Manifesto
In december 1948 begon het Secretariaat van de CEPAL met haar activiteiten. De eerste grote taak was het doen van een economische studie van Latijns Amerika. De Argentijnse econoom Raúl Prebisch werd ingehuurd om de inleiding te schrijven en de studie te presenteren tijdens de tweede zitting van de Commissie. Deze inleiding, apart gepubliceerd onder de titel De economische ontwikkeling van Latijns-Amerika en enkele van haar belangrijkste problemen, zette de toon en werd het Latijns-Amerikaanse Manifesto genoemd. Deviezen-schaarste was het knelpunt voor ontwikkeling omdat commodity-exporterende perifere gebieden zoals Latijns-Amerika hun ruilvoet op de lange termijn hadden zien verslechteren.

### Importsubstitutie en regionale integratie
Vanwege de originaliteit en de aantrekkingskracht van de ideeën van Prebisch werd de CEPAL in de  jaren 50 en 60 een ontmoetingsplaats van economen en sociologen van binnen en buiten het continent.  De analyses van de CEPAL vormden de theoretische onderbouwing voor het beleid van Importsubstitutie (ISI), het hanteren van invoertarieven en directe overheidsinvesteringen om industrialisatie te bewerkstelligen. Evenzo werd de noodzaak van een agrarische hervorming in de regio onderbouwd. Dit beleid moest volgens de CEPAL uitgevoerd worden in het kader van een gemeenschappelijke Latijns-Amerikaanse markt. Politieke  veranderingen vanaf midden-jaren '60 zoals de opkomst van militaire dictaturen in Latijns-Amerika verhinderden de realisatie van een gemeenschappelijke markt.  Economische veranderingen vanaf de jaren '70 zoals de oliecrisis en de petrodollars die Latijns-Amerika overspoelden in haar nasleep, leidden tot inflatie en groei van de buitenlandse schuld.

### Hervormingen en groei
In de jaren tachtig paste de CEPAL haar visie aan, eerst met Iglesias en vervolgens met González en Rosenthal aan het roer, vanwege de Latijns-Amerikaanse schuldencrisis. Het herstel van macro-economische evenwichten om interne economische groei te bereiken werd benadrukt als reactie op de schuldenproblematiek.  Latijns-Amerika ontmantelde het protectionisme vanaf 1982. De CEPAL paste onder leiding van Rosenthal haar beleidsvisie aan  en erkende het belang van open internationale markten. In de nieuwe visie werd de nadruk gelegd op technologische vooruitgang, diversificatie van de productie- en exportstructuur en sociale gelijkheid.

### Technologische innovatie en sociale gelijkheid
In de 21e eeuw staan de beleidsvoorstellen van de CEPAL met name in het kader van de Milleniumdoelstellingen waarin sociale gelijkheid en duurzame ontwikkeling voorwaarden zijn voor economische groei. In de visie van de CEPAL is technologische vooruitgang en productiviteitsgroei de enige manier om deze doelstellingen te combineren.

### CEPAL-leerstellingen in perspectief
Het gedachtegoed van CEPAL is heterodox en behoort tot de school van economisch denken die structuralisme wordt genoemd. Het komt voort uit een vorm van Latijns-Amerikaans keynesianisme, maar is ook geïnspireerd door Schumpeter en het Amerikaanse institutionalisme. Van oorsprong is het hanteren van een centrum-periferie model kenmerkend voor de CEPAL-analyse. Vaak wordt het werk van de CEPAL daarom gezien als inspiratiebron voor meer radicale dependencia-theorieën. In de loop van de tijd zijn de CEPAL-leerstellingen geëvolueerd in de richting van een neo-structuralistische visie, die het belang van open markten en macro-economische evenwichten onderkent maar pleit voor regulatie en overheidsinterventie om technologische vooruitgang en sociale gelijkheid te bewerkstelligen.

## Gebouw

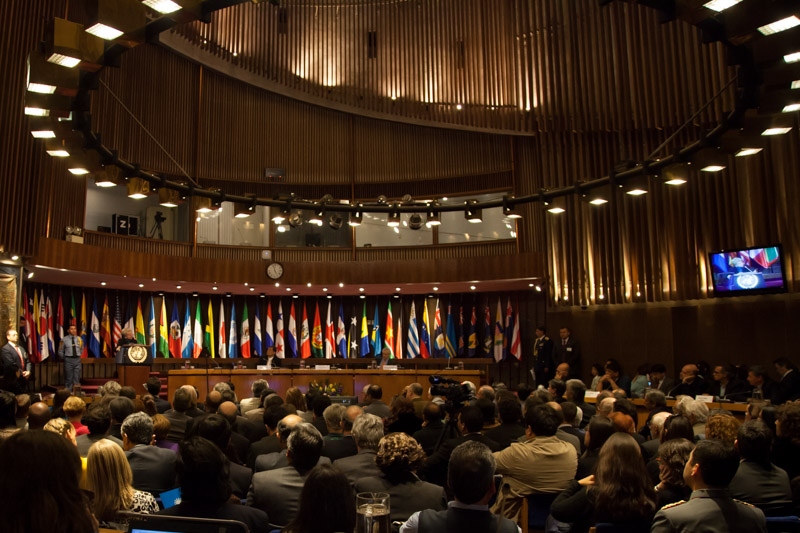
De Raúl Prebisch-zaal in het Cepal-gebouw

Het gebouw waarin het hoofdkantoor van het CEPAL secretariaat is gehuisvest, is speciaal voor dit doel ontworpen en symboliseert in haar architectuur de doelstellingen van de organisatie. Het is een van de speciaal voor de Verenigde Naties ontworpen gebouwen, samen met het hoofdkwartier van de VN in New York en het hoofdkantoor van de UNESCO in Parijs.
Het hoofdkantoor van de CEPAL bevindt zich in de gemeente Vitacura en werd op 29 augustus 1966 ingehuldigd door de president van Chili, Eduardo Frei Montalva, en de secretaris-generaal van de Verenigde Naties, U Thant. Het gebouw wordt beschouwd als een mijlpaal van de moderne Latijns-Amerikaanse architectuur. Het is ontworpen door de invloedrijke Chileense architect Emilio Duhart in samenwerking met Christian de Groote, Roberto Goycoolea en Oscar Santelices, geïnspireerd op de stijl van de prominente Zwitserse architect Le Corbusier.
Algemene Vergadering · Veiligheidsraad · Economische en Sociale Raad · Secretariaat van de Verenigde Naties · Internationaal Gerechtshof · Trustschapsraad